# 坂本梨紗のヘルシー・メルシー!
『中外製薬プレゼンツ 坂本梨紗のヘルシー・メルシー!』（ちゅうがいせいやくプレゼンツ さかもとりさのヘルシー・メルシー!）は、ニッポン放送で2019年4月7日から月1回で放送しているトーク番組である。

## 番組概要
ニッポン放送は2019年上半期番組編成にて、『ショウアップナイター』が編成されない月1の日曜に、同局子会社であるミックスゾーンに所属している、フリーアナウンサーの坂本を起用したトーク番組を編成。
番組構成は、アナウンサーに転職する前に、看護職に従事していた事もあり、番組タイトルである『ヘルシー・メルシー!』の日本語訳である、「健康よありがとう」をテーマに、番組前半はジャンルを問わないアーティストやタレントを招いて、音楽と健康について、後半は大学の医局に所属する医療従事者を招いて、1つの病気の治療についてトークする。
同番組の時間編成が『ニッポン放送ショウアップナイター』が未編成の日曜と言うこともあり、2021年までのナイターインの6月から8月はプロ野球の日程上全てナイトゲームで必然的に『ショウアップナイター』が編成され、通常の放送時間枠では編成出来ないため、『ニッポン放送 ホリデースペシャル』扱いで祝日の平日午後の番組枠にて編成されていた。2022年からは日曜の『ショウアップナイター』が注目カード数試合のみに絞り込まれたため、この時期も通常通りの編成がなされるようになった。2023年度の4月から6月までは日曜日19時台に『鬼滅ラヂヲ』と『伊藤蘭 RAN To You』が毎週の定時番組扱いで組まれたため、この間は土曜日のナイターのない日に放送。7月からは『鬼滅ラヂヲ』の終了に伴う日曜日19時台の単発枠再開（『伊藤蘭 RAN To You』もこの特番枠に編入）に伴い、3月以前の体制に戻った。

## 出演者

### パーソナリティ
- 坂本梨紗（フリーアナウンサー）

ゲストについては#放送履歴を参照。

## 放送時間
基本として日曜19時台の単発枠「SPECIAL BOX」にて放送されている。前述したイレギュラー対応については#放送履歴にて個別に記述。
- 2019年4月7日 - 2019年9月15日 … 月1回日曜 19:30 - 20:30
- 2019年10月6日 - 2020年3月1日 … 月1回日曜 19:00 - 20:00
- 2020年3月29日 - 2020年10月11日 … 月1回日曜 19:30 - 20:30
- 2020年11月1日 - 2022年3月5日 … 月1回日曜 19:00 - 20:00
- 2023年4月1日 - 2023年6月10日 … 月1回土曜 放送時間不定（1時間枠）
- 2023年7月2日 -  現在 … 月1回日曜 19:00 - 20:00

## ネット局

### 2020年3月29日放送分
以下の時間に時差ネット
| 放送地域   | 放送局名       | 放送時間                          | 時差      | 備考 |
| ---------- | -------------- | --------------------------------- | --------- | ---- |
| 北海道     | STVラジオ      | 2020年3月30日（月） 19:00 - 20:00 | 1日遅れ   |      |
| 中京広域圏 | 東海ラジオ     | 2020年3月29日（日） 12:00 - 13:00 | 7時間先行 |      |
| 近畿広域圏 | 朝日放送ラジオ | 2020年3月29日（日） 16:00 - 17:00 | 3時間先行 |      |
| 福岡県     | KBCラジオ      | 2020年3月30日（月） 21:00 - 22:00 | 1日遅れ   |      |

### 2021年11月5日放送分
| 放送       | 放送           | 放送          |
| ---------- | -------------- | ------------- |
| 山形放送   | 東海ラジオ放送 | 大分放送      |
| 新潟放送   | 和歌山放送     | 熊本放送      |
| 北日本放送 | 四国放送       | 長崎放送      |
| 北陸放送   | 西日本放送     | NBCラジオ佐賀 |

## イベント
2019年
- 4月27日（土）「坂本梨紗のヘルシー・メルシー!スペシャルステージ[3]」（13:00 - 14:00） - はなわ、我那覇美奈／坂本

2023年
- 4月23日（日）「坂本梨紗のヘルシー・メルシー!公開収録」（11:00 - 12:00）[4] - 我那覇美奈、花*花／坂本